# Mountains (chanson)
Singles de Prince & The Revolution
Kiss
(1986) Anotherloverholenyohead
(1986)
Mountains est une chanson de Prince & The Revolution extrait de l'album Parade, bande son du film Under the Cherry Moon. Le titre fut écrit et composé par Prince, la claviériste Lisa Coleman et la guitariste Wendy Melvoin.
La version longue de Mountains publiée sur vinyle 12" dure 10 minutes. La chanson se classa à la 23e position au Billboard Hot 100 le 5 juillet 1986, à la 15e au Hot R&B/Hip-Hop Songs le 12 juillet 1986 et à la 11e place au Hot Dance Club Songs le 19 juillet 1986.

## Liste des titres
Toutes les chansons sont écrites et composées par Prince & The Revolution.
| A. | Mountains (Extended Version)      | 10:03 |
| B. | Alexa De Paris (Extended Version) | 4:54  |

| A. | Mountains      | 3:58 |
| B. | Alexa De Paris | 3:20 |